# Silsesquioxano

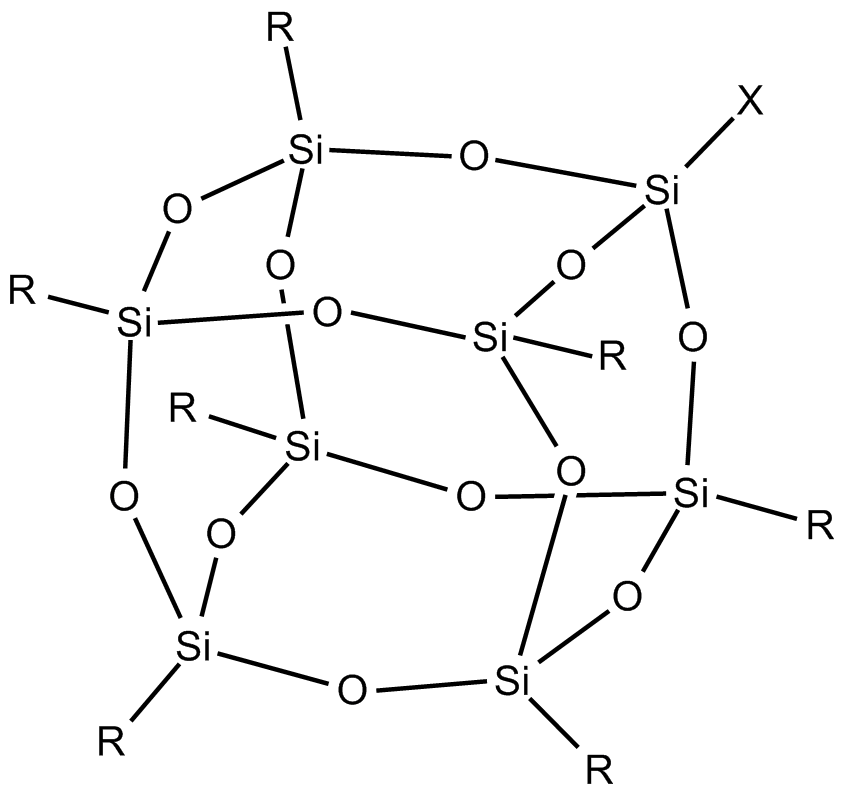
Figure 1: Silsesquioxano Cage Structure

Un silsesquioxano es un compuesto de fórmula química empírica RSiO1,5, donde Si es el elemento silicio, O es oxígeno y R puede ser hidrógeno o un grupo hidrocarbonado: alquilo, arilo, alqueno, o arileno. Los polímeros orgánicos que contienen silicio en general, y los polisilsesquioxanos (RSiO1,5)n en particular, constituyen una nueva clase de materiales que han despertado un gran interés debido a la posibilidad de que podrían reemplazar a los compuestos inorgánicos basados en silicio que se usan actualmente en electrónica, fotónica y otras áreas de la tecnología de materiales. El nombre silsesquioxanos surge del hecho de que en general contienen silicio (sil), que hay en promedio uno y medio (sesqui) átomos de oxígeno (ox) y un grupo hidrocarbonado (ano).

## Procesamiento y estructura

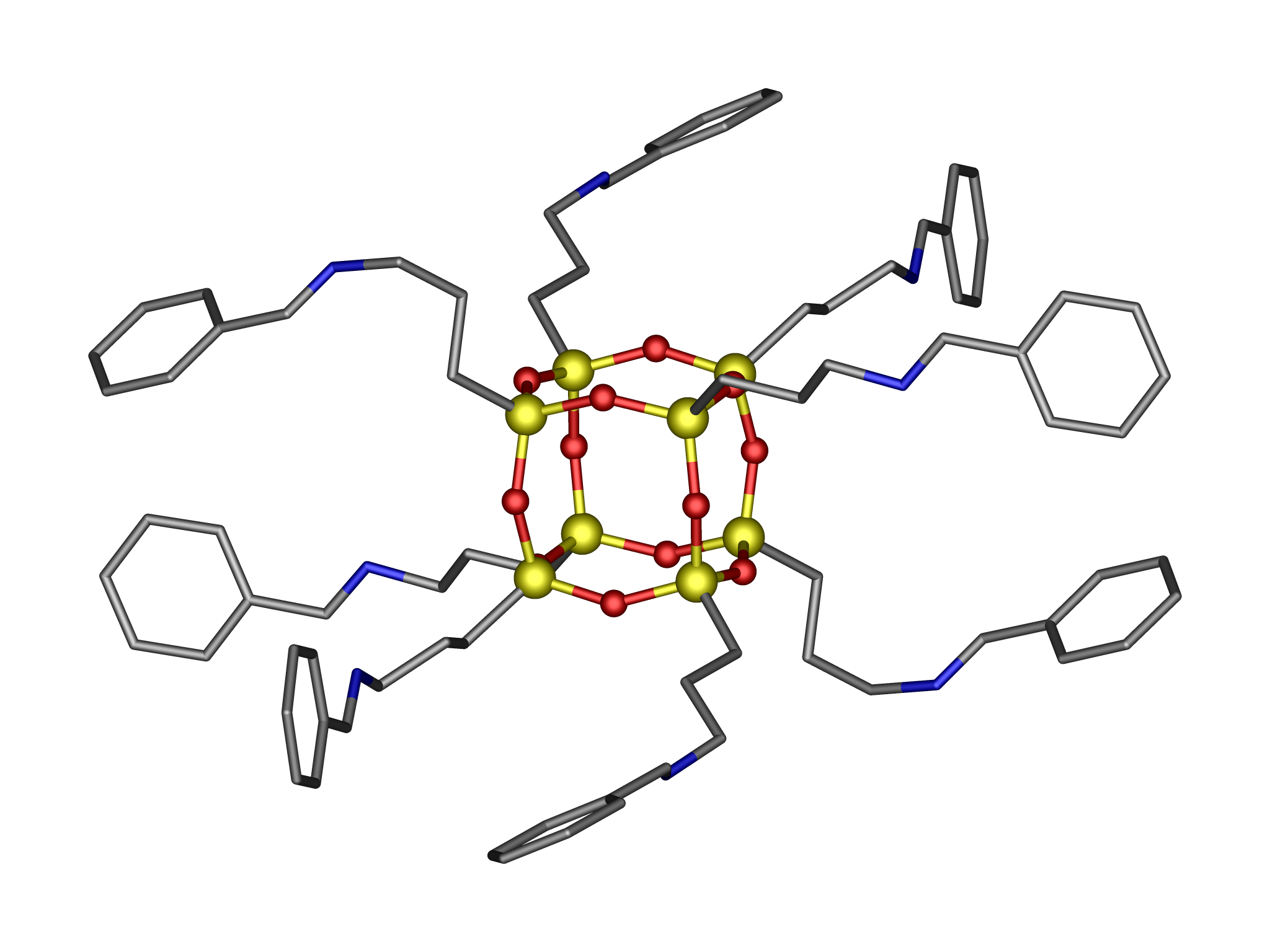
Estructura molecular del imino-silsesquioxano

La condensación hidrolítica de silanos trifuncionales permite obtener polímeros en red o agregados oligoméricos poliédricos que tienen la fórmula general (RSiO1,5)n. Los grupos funcionales que típicamente pueden ser condensados incluyen a los alcoxi o clorosilanos, silanoles y silanolatos. Para asegurar y controlar la regularidad a escala molecular y la morfología externa se emplean metodologías sintéticas que combinan el control del pH de la reacción de condensación, 
crecimiento polimérico mediado por surfactantes y mecanismos de diseño molecular.  De ello resultan híbridos orgánico-inorgánicos, desde nanocompuestos transparentes hasta cristalitas periódicas de organosílica, todos los cuales tienen la fórmula empírica RSiO1,5.

## Propiedades físicas y químicas
Al ser híbridos orgánico-inorgánicos, estos compuestos poseen un conjunto particular de propiedades físicas y químicas que no pueden inferirse solamente a partir de las de los cerámicos o los polímeros orgánicos solamente. Por ello, los silsesquioxanos ofrecen un puente en la brecha existente entre las propiedades de estos dos tipos de materiales. Gran parte de estos materiales híbridos de silsesquioxanos también exhiben una mejora en las propiedades tales como solubilidad, estabilidad térmica y termomecánica, resistencia mecánica, transparencia, permeabilidad de gases, constante dieléctrica, retardantes de fuego, y otras. En los trabajos científicos recientes hay disponible informes de un amplio rango de aplicaciones.